# I Swear
"I Swear" är en balladlåt skriven av Gary Baker och Frank J. Myers som blev en hit två gånger under 1994. Ursprungligen toppade låten den amerikanska listan Hot Country Singles & Tracks för John Michael Montgomery vid årets början. Hans version blev också populär på popradion och klättrade upp till placeringen #42 på Billboard Hot 100. Några månader senare tolkade All-4-One låten och nådde stora framgångar i många länder.

## John Michael Montgomerys version

### Låtlista
Maxi-CD
1. "I Swear" — 4:23
2. "Line on Love" — 2:37
3. "Dream on Texas Ladies" — 3:08
4. "Friday at Five" — 2:41

### Listplaceringar
"I Swear" debuterade på amerikanska Billboard Hot Country Songs under veckan för 18 december 1993.
| Lista (1994)                            | Topplacering |
| --------------------------------------- | ------------ |
| Amerikanska Billboard Hot Country Songs | 1            |
| Kanadensiska RPM Country Tracks         | 1            |

## All-4-Ones version
Några månader efter att John Michael Montgomery släppt sin originalversion, spelade R&B-kvartetten All-4-One sin egen version med David Foster som producent. 
All-4-Ones version toppade listorna i flera länder, bland annat på Billboard Hot 100 i USA, där den stannade i elva raka veckor. Den låg som högst på andra plats på den brittiska singellistan och stannade på andraplatsen i två raka veckor och tillbringade totalt 18 veckor på listan. All-4-Ones version var något annorlunda, och orden "And when there's silver in your hair" från andra versen ersattes av "And when just the two of us are there."
Denna version nådde topplaceringen #78 på Billboard's Top 100 i den 50-åriga historien för Billboard Hot 100-listan.

### Låstlista
CD-singel
1. "I Swear" (radioversion) — 3:43
2. "I Swear" (radioremix) — 4:19

CD-maxi
1. "I Swear" (radioversion) — 3:43
2. "I Swear" (radiomix) — 4:18
3. "I Swear" (radioremix) — 4:18
4. "I Swear" (albumversion) — 4:18

7"-singel
1. "I Swear" (radioversion) — 3:43
2. "I Swear" (radioremix) — 4:19

### Listplaceringar och försäljningar
| Lista (1994)                                        | Topplacering |
| --------------------------------------------------- | ------------ |
| Australiska ARIA-singellistan                       | 1            |
| Österrikiska singellistan                           | 1            |
| Nederländska Top 40                                 | 1            |
| Franska SNEP-singellistan                           | 2            |
| Tyska singellistan                                  | 1            |
| Irländska singellistan                              | 3            |
| Nyzeeländska RIANZ-singellistan                     | 1            |
| Norska singellistan                                 | 2            |
| Svenska singellistan                                | 1            |
| Schweiziska singellistan                            | 1            |
| Brittiska singellistan                              | 2            |
| Amerikanska Billboard Hot 100                       | 1            |
| Amerikanska Billboard Hot Adult Contemporary Tracks | 3            |
| Amerikanska Billboard Hot R&B Singles               | 13           |
| Amerikanska Billboard Rhythmic Top 40               | 1            |
| Amerikanska Billboard Top 40 Mainstream             | 1            |

| Årsslutslista (1994)           | Placering |
| ------------------------------ | --------- |
| Australiska ARIA- singellistan | 2         |
| Österrikiska -singellistan     | 5         |
| Nederländska Top 40            | 14        |
| Franska singellistan           | 15        |
| Schweiziska singellistan       | 4         |
| Amerikanska Billboard Hot 100  | 2         |

| Land           | Certifikat | Datum            | Försäljningskrav |
| -------------- | ---------- | ---------------- | ---------------- |
| Österrike      | Platina    | October 27, 1994 | 30 000           |
| Tyskland       | Platina    | 1994             | 500 000          |
| Nederländerna  | Guld       | 1994             | 40 000           |
| Sverige        | Guld       | 21 oktober 1994  | 10 000           |
| Storbritannien | Platina    | 1 september 1994 | 600 000          |
| USA            | Platina    | 8 augusti 1994   | 1 000 000        |

## Andra coverversioner
På svenska finns två texter. Den ena, "Jag svär", har skrivitrs av Ingela "Pling" Forsman och spelades in av Sten & Stanley 1995 på albumet Musik, dans & party 10 . Den andra, skriven av Anica Olsson, heter "I dag" och spelades bland annat 1996 in av Anders Engbergs som andra spår på singeln "Av hela mitt hjärta" , samt av Lotta Engberg och Jarl Carlsson i duett på deras gemensamma album "Kvinna & man" 2005.
2003 tolkade amerikanska pojkbandet B3 låten på albumet N.Y.B3 [källa behövs].
Melodin har också spelats in av den brasilianska sångaren Leonardo på portugisiska som p"Eu Juro" 1995, vilket också betyder "Jag svär", vilket "I Swear" är engelska för.
1998 tolkade cantopop/mandopop-sångarna, Sandy Lam, Prudence Liew, Teresa Carpio och Chyi Yu låten, vilken släpptes på singel från Sandy Lams engelskspråkiga album "Love is the Only One". Arrangemanget är likt All-4-Ones version.[källa behövs]
Den här artikeln är helt eller delvis baserad på material från engelskspråkiga Wikipedia.